# Самедов, Парвиз Абдулахад оглы
Парвиз Абдулахад оглы Самедов (азерб. Pərviz Əbdüləhəd oğlu Səmədov; 5 мая 1970 — 15 мая 1992) — военнослужащий Вооружённых сил Республики Азербайджан, Национальный Герой Азербайджана (1992).

## Биография
Родился Парвиз Самедов 5 мая 1970 года в Гяндже, Азербайджанской ССР. В 1977 году поступил на обучение в первый класс средней школы № 1 города Гянджа, которую закончил в 1985 году. В этом же году поступил на обучение в профессионально-техническое училище № 15, где получил профессию и приобрёл навыки слесарного дела. В 1988 году был призван в ряды Вооружённых сил Советского Союза. Срочную службу проходил в Забайкальском военном округе в городе Чите. В 1990 году демобилизовавшись, вернулся в родной город. Трудоустроился на ковровый комбинат, а затем работал на текстильном комбинате. В феврале 1992 года добровольно записался в ряды Национальной армии. 22 февраля 1992 года был направлен на агдамский фронт, назначен командиром отряда. За короткий срок участвовал в тяжёлых боях в районах сёл Шелли, Пирджамал, Нахчыванлы, Аранзамин и других.
Парвиз руководил разведывательной частью, благодаря которой были обнаружены и уничтожены десятки единиц бронетехники и боеприпасов армянских солдат. 15 мая 1992 года в селе Гюлаблы Агдамского района шли тяжёлые бои. Его подразделение было брошено в бой. Спасая экипаж сбитого геликоптера «скорой помощи», Парвиз получил смертельное огнестрельное ранение из снайперской винтовки. Самедов погиб в возрасте 22-х лет.
Был женат, воспитывал сына.

## Память
Указом Президента Азербайджанской Республики № 833 от 7 июня 1992 года Самедову Парвизу Абдулахед оглы было присвоено звание Национального Героя Азербайджана (посмертно).
Похоронен в городе Гяндже, на Аллее шехидов.
Именем Национального Героя Азербайджана в городе Гяндже названа одна из улиц.